# Póka
Póka (románul Păingeni, németül Pokendorf) falu Romániában Maros megyében, Marosvásárhelytől 15 km-re északra a Sár-patak jobb partján. Marossárpatak községhez tartozik.

## Története
1323-ban Poukateluke néven. A falunak 1330-ban már volt temploma, ezt a 18. században újjáépítették a református hívek. A régi templomot 1942-ben az új református templom építésekor bontották le. Mai református temploma 1942 és 1948 között épült. 1910-ben 702, túlnyomórészt magyar lakosa volt.
A trianoni békeszerződésig Maros-Torda vármegye Marosi felső járásához tartozott. 1992-ben 507 lakosából 447 magyar és 60 román volt.

## Hivatkozások

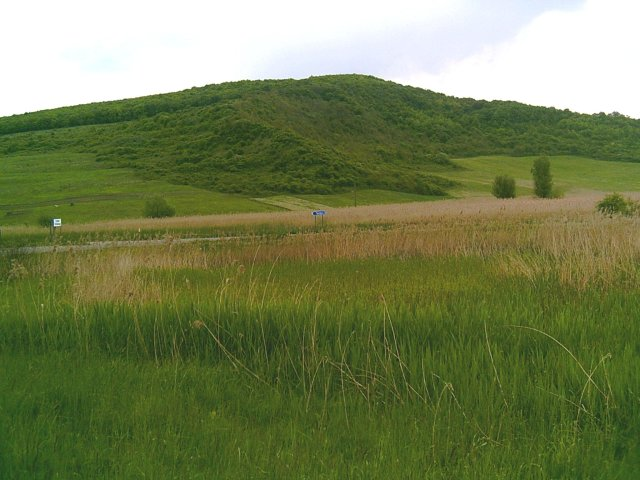
Tájkép Pókán